# Deep Purple in Concert
Deep Purple in Concert uživo je album britanskog hard rock sastava Deep Purple, kojeg 1980. godine za britansko tržište objavljuje diskografska kuća 'Harvest Records', a za američko 'Spitfire Records'. Materijal je snimljen u BBC-vom studiju, a se sastoji od dva koncerta iz njihove uživo serije "In Concert", snimljenih 1970. i 1972. godine.
Prvi CD sadrži snimke s njihove uživo izvedbe u BBC-vom studiju 19. veljače 1970, gdje su u posljednjem trenutku ušli u termin koji je bio otkazan Joeu Cockeru. DJ John Peel, najavljuje skladbe redoslijedom kako su izvođene. Na drugom CD-u je koncert od 9. ožujka 1972., kojeg je vodio DJ Mike Harding. Materijal sadrži poznatu uživo snimku "Never Before" (objavljena kao singl u to vrijeme) i jednu od rjeđih izvedbi postave MK II "Maybe I'm a Leo". Ove dvije skladbe izvedene su umjesto uobičajene "Child in Time", kao promocija novog nadolazećeg studijskog albuma Machine Head, koji je objavljen krajem mjeseca (ožujka 1972.).
Skladbe "Smoke on the Water" (prvi put izvedena uživo) i "Maybe I'm a Leo", nisu bile uključene na izvornom dvostrukom vinilinom LP izdanju 1980. godine, iako je "Smoke on the Water" bila dostupna kao singl verzija skladbe.
Vremenske dužine na skladbama objavljenih na reizdanju iz 2001. godine, većinom su netočne.

## Popis pjesama
Sve pjesme napisali su Ian Gillan, Ritchie Blackmore, Roger Glover, Jon Lord i Ian Paice, osim gdje je drugačije naznačeno.

### CD 1: 1970.
1. "Speed King" – 7:22
2. "Child in Time" – 11:06
3. "Wring That Neck" (Blackmore, Nick Simper, Lord, Paice) – 18:59
4. "Mandrake Root" (Rod Evans, Blackmore, Lord) – 17:38

### CD 2: 1972.
1. "Highway Star" – 8:32
2. "Strange Kind of Woman" – 9:17
3. "Maybe I'm a Leo" – 6:17
4. "Never Before" – 4:34
5. "Lazy"  – 10:22
6. "Space Truckin'" – 21:46
7. "Smoke on the Water" – 7:09
8. "Lucille" (Albert Collins, Little Richard) – 7:21

## Izvođači
- Ian Gillan - vokal
- Ritchie Blackmore - gitara
- Roger Glover - bas-gitara
- Jon Lord - klavijature
- Ian Paice - bubnjevi

- CD1 je snimljen 19. veljače 1970. u 'BBC studiju' za vrijeme emisije "The Sunday Show"
- Producent - Jeff Griffin
- Projekcija - Tony Wilson

- CD2 je snimljen 9. ožujka 1972. u 'the Paris Theatre' u Londonu za vrijeme "BBC Sounds Of The Seventies"
- Producent - Pete Dauncey
- Projekcija - Adrian Revill
- Urednik - Nick Tauber

## Vanjske poveznice
- Discogs.com - Deep Purple - Deep Purple in Concert